# Nowoseliwske

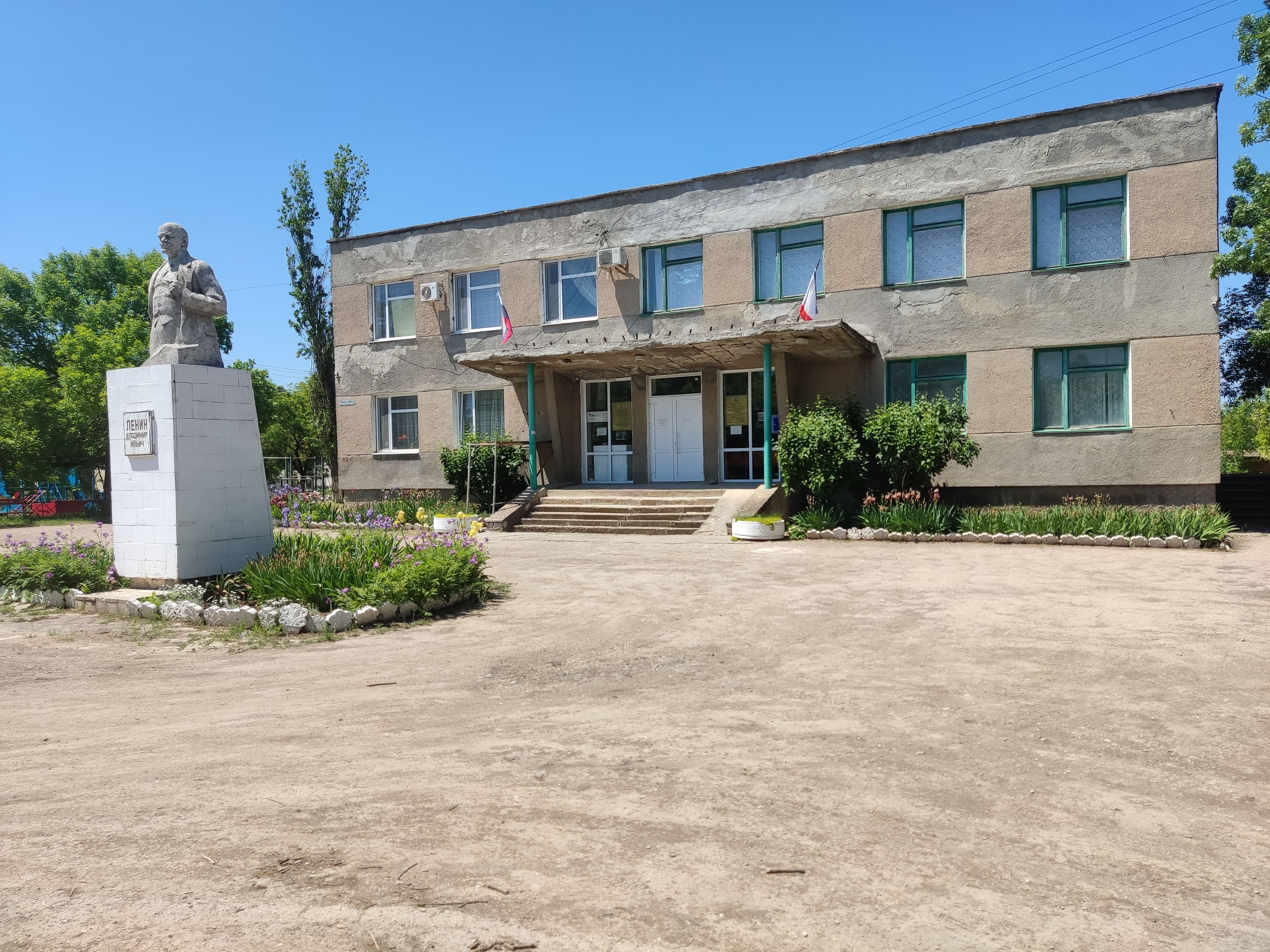

Das Dorf Nowoseliwske (ukrainisch Новоселівське) im Rajon Perekop auf der Krim hieß bis 1945 Montenai und war von Russlandmennoniten besiedelt. Das Dorf hieß auch Freidorf, oder ֿרײַדאָרפ, Fraydorf auf Jiddisch.
Der Dorfplan wurde 1882 ausgearbeitet. Der Ort wurde 1885 durch fünf Brüder gegründet, die aus Srabasch/Ettingerbrunn auf der Krim stammten. Das Land liegt etwa 30 km nördlich von Jewpatoria und 70 km nordwestlich von Simferopol. Die Brüder legten fünf Höfe an, beiderseits der Dorfstraße Es gab auch eine Schule. Kirchlich gehörten die Einwohner zur Gemeinde Busau-Aktatschi, die sich um Sarabasch konzentrierte und sich über die Dörfer Tokultschak, Temirbulat, Busau, Aktatschi, Safronowka, Jalantusch, Montenai und einige andere erstreckte. Ein Teil der Bewohner floh 1928, ein anderer Teil wanderte nach Amerika aus, die verbliebenen wurden in den 1940er Jahren deportiert. Einige der mennonitischen Gebäude existieren noch.